# جيمس إسكس إلام
جيمس إسكس إلام هو سياسي أمريكي، ولد في 7 ديسمبر 1829، وتوفي في 31 يوليو 1873. نشط حزبياً في الحزب الديمقراطي.